# Johannisplatz (Chemnitz)
Der Johannisplatz in Chemnitz ist einer der ältesten Plätze der Stadt. Sein Name bezieht sich auf die in der Nähe befindliche und schon um die Mitte des 13. Jahrhunderts  urkundlich erwähnte Johanniskirche, die der Vorstadt, einem Stadttor und Straßen ihren Namen gab. Der Johannisplatz ist jedoch kein Platz im eigentlichen Sinne mehr, sondern ein kurzer Nord-Süd-Straßenzug.

## Lage
Das etwa 200 m lange Straßenstück ist eine Verbindung zwischen Am Roten Turm und der Zschopauer Straße. Nördlich wird der Platz von der Straße der Nationen begrenzt, südlich endet er in der Bahnhofstraße.

## Geschichte

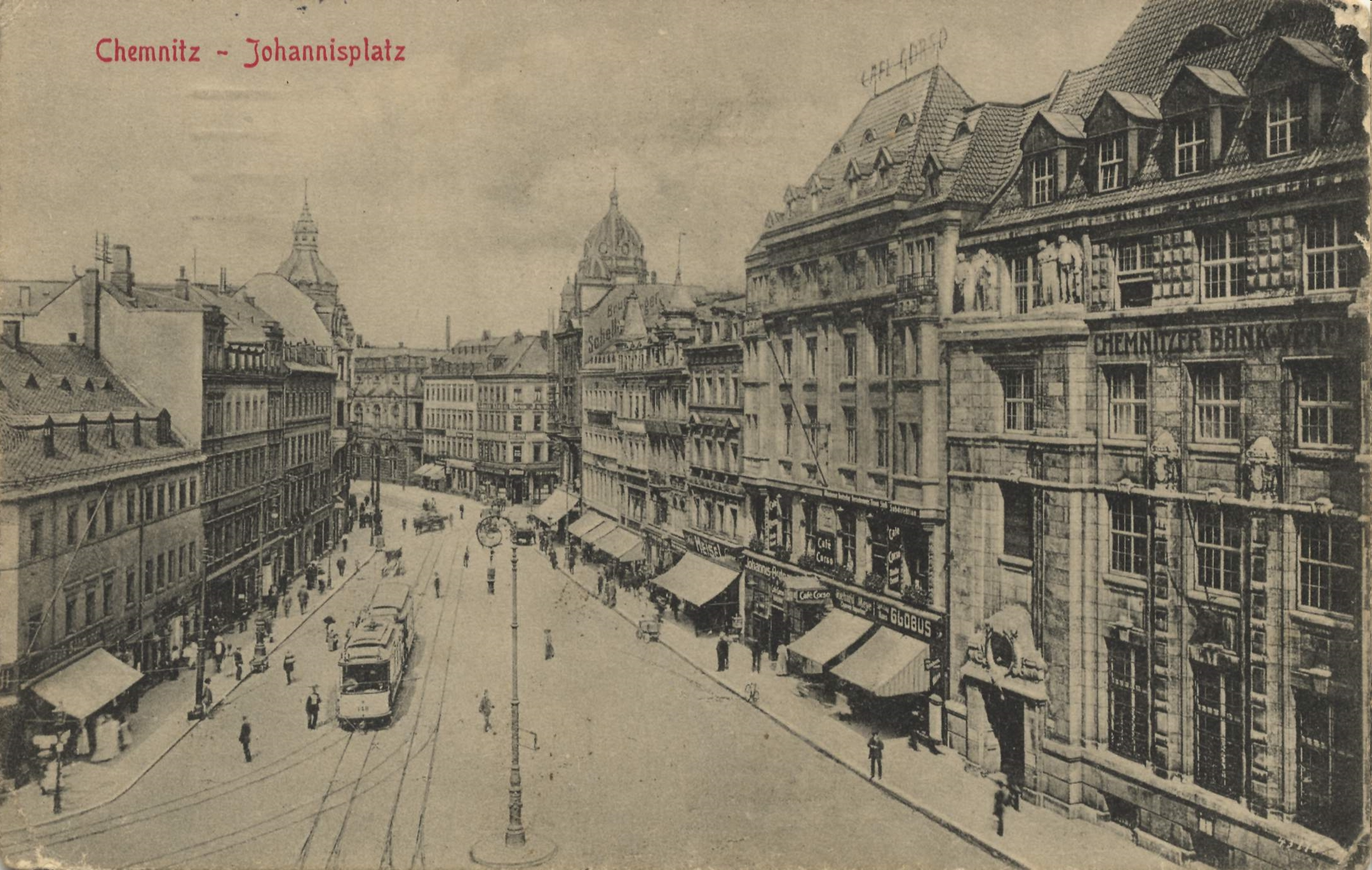
Johannisplatz 1914.

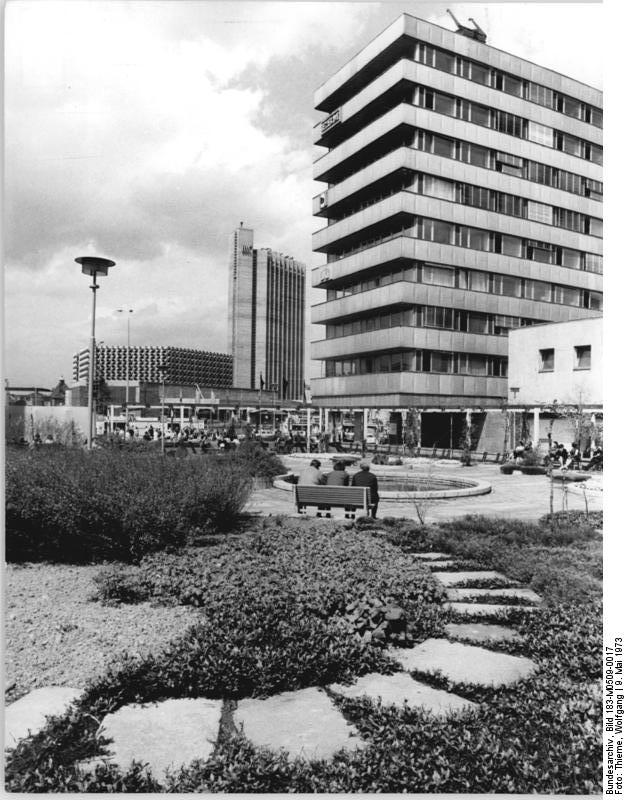
Vom Johannisplatz aus fotografiert in Richtung Stadthalle, Mai 1973.

Der bereits zu Beginn des 19. Jahrhunderts durch rasche Bebauung entstandene Verkehrsknotenpunkt erhielt am 16. August 1860 den offiziellen Namen Johannisplatz. Es handelte sich um den Bereich vom ehemaligen Hotel „Stadt Gotha“ bis zum Haus des Kaufmanns Bleyl auf der Königstraße. Die Randbebauung bestand aus mehrstöckigen Wohnhäusern mit Fassaden in neobarockem und Jugendstil. Durch die rasche Zunahme der Stadtbevölkerung und dem daraus resultierenden stark wachsenden Verkehr wurde der Johannisplatz zu einem der belebtesten und verkehrsreichsten Plätze Deutschlands. Er war der zentrale Umsteigeplatz für die meisten Straßenbahnlinien und beheimatete die nobelsten Adressen der Chemnitzer Geschäftswelt.
Infolge des Zweiten Weltkrieges wurden fast alle Gebäude am Platz – mit Ausnahme des Hauses des Chemnitzer Bankvereins – zerstört und nach Kriegsende enttrümmert. Danach kamen auf die freie Fläche einige provisorische Bauten, die als Marktplatz genutzt wurden.
Nachdem die DDR die Provisorien abreißen ließ, gab die neue Stadtverwaltung dem Platz die Bezeichnung Stalinplatz zu Ehren des sowjetischen Diktators Josef Stalin. Infolge der Entthronung des Staatsmanns erhielt der Platz ab 1961 den Namen Posthof, der sich von dem ehemaligen hier befindlichen Hauptpostamt herleitete.
Die politischen Veränderungen auch in Sachsen führten in den späten 1990er-Jahren zu einer Rückbenennung der verbliebenen freien Fläche und ihrer Zuwege in Johannisplatz. Auf dem südlichen Zuweg des heutigen Johannisplatzes und einem Teilstück der Bahnhofstraße befand sich vor 1945 der Beckerplatz. Am 2. Juli 2011 wurde der restaurierte Saxoniabrunnen auf dem Johannisplatz neu aufgestellt.

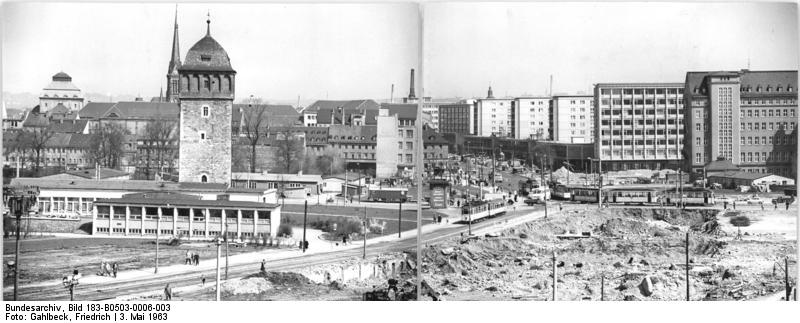
Blick Richtung Norden auf den Roten Turm und die Straße der Nationen; rechts der ehemalige Johannisplatz; Mai 1963